# Martina Häusler

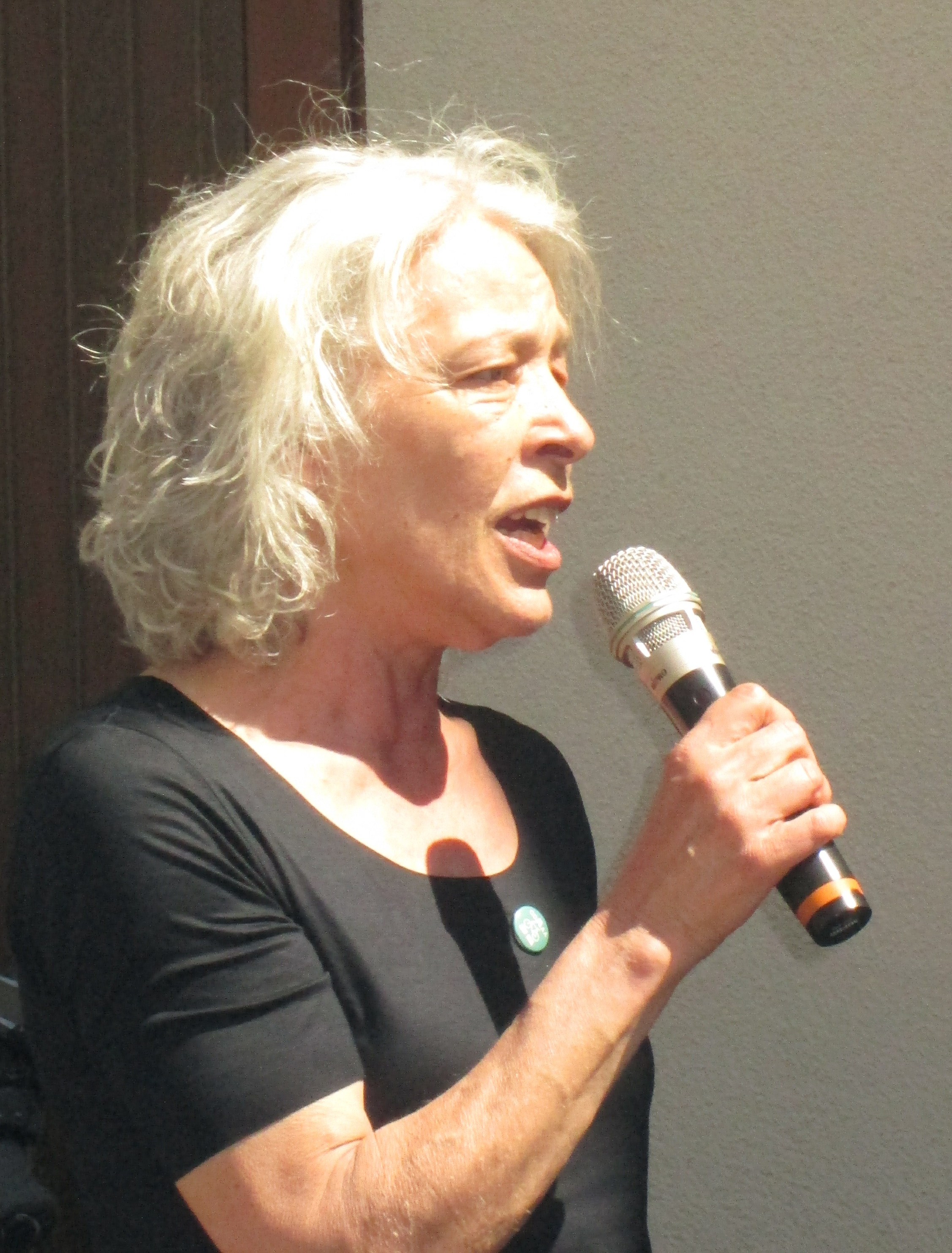
Martina Häusler vor ihrem Wahlkreisbüro, 2022

Martina Häusler (* 3. November 1964 in Schwäbisch Gmünd) ist eine deutsche Politikerin (Bündnis 90/Die Grünen). Seit 2021 ist sie Abgeordnete im Landtag von Baden-Württemberg.

## Leben
Häusler arbeitete nach ihrer 1986 abgeschlossenen Ausbildung zur staatlich anerkannten Jugend- und Heimerzieherin in einem Ökoprojekt für arbeitslose Jugendliche in Stuttgart. 1987 wurde sie Geschäftsführerin der Aktion Jugendberufshilfe im Ostalbkreis e.V. Sie absolvierte berufsbegleitend die Ausbildung zur Bürokauffrau sowie zur Betriebswirtin. 1998 wurde sie Geschäftsführerin der Gemeinnützige Gesellschaft des Ostalbkreises (G.O.B.) gGmbH. 2005 bekam sie den Bereich Markt und Integration sowie die Außenvertretung und ab 2011 die alleinige Geschäftsführung des Jobcenters im Ostalbkreis übertragen. Seit 2013 ist sie mit einem Beratungsunternehmen selbstständig.
Häusler ist Mutter eines Sohnes.

## Politik
Bei den Kommunalwahlen in Baden-Württemberg 2019 wurde Häusler als Kreisrätin für Bündnis 90/Die Grünen in den Kreisrat des Ostalbkreises gewählt. Im September desselben Jahres rückte sie bei den Grünen in den Vorstand des Kreisverbands Schwäbisch Gmünd.
Häusler gewann bei der Landtagswahl in Baden-Württemberg 2021 mit 30,1 Prozent der Stimmen das Direktmandat im Landtagswahlkreis Schwäbisch Gmünd.